# Saint-Servant
Saint-Servant település Franciaországban, Morbihan megyében. Lakosainak száma 789 fő (2022. január 1.). Saint-Servant Guillac, Lizio, Cruguel, Guégon és Val-d'Oust községekkel határos.

## Népesség
A település népessége az elmúlt években az alábbi módon változott:
| Lakosok száma | 960  | 876  | 830  | 786  | 800  | 812  | 811  | 812  | 802  | 789  |
|               | 1968 | 1982 | 1990 | 2006 | 2013 | 2015 | 2017 | 2019 | 2020 | 2022 |